# Saigado
Saigado (彩画堂) es un grupo de autores de doujinshi, creado en 1996 por uno de sus miembros actuales, Dougen Ishoku.  Antes de eso, su trabajo fue publicado en otro grupo, Moriman Schouten.  El estudio Saigado es famoso por sus parodias hentai de muchos videojuegos de lucha, incluyendo King of Fighters , Street Fighter y Guilty Gear, así de animes como Evangelion.  Saigado también publica su propia serie, Boku no Seinen-nin Kouken, pero la mayor parte de la obra original del estudio, como Hana's Holiday es una publicación de Futabasha.

## Lista de publicación de Saigado Comics

### Boku no Seinen Kouken-nin ボクの成年貢献人 / ぼくの成年貢献人
- Boku no Seinen Kouken-nin 1 (ボクの成年貢献人 1 / ぼくの成年貢献人 1) 2000
- Boku no Seinen Kouken-nin Vol. 2 (ボクの成年貢献人 Vol. 2 / ぼくの成年貢献人 Vol. 2) 2000
- Boku no Seinen Kouken-nin Volume 3 (ボクの成年貢献人 Volume 3 / ぼくの成年貢献人 Volume 3) 2001
- Boku no Seinen Kouken-nin Volume 4 (ボクの成年貢献人 Volume 4 / ぼくの成年貢献人 Volume 4) 2001
- Boku no Seinen Kouken-nin Volume 5 (ボクの成年貢献人 Volume 5 / ぼくの成年貢献人 Volume 5) 2002
- Boku no Seinen Kouken-nin Volume 6 (ボクの成年貢献人 Volume 6 / ぼくの成年貢献人 Volume 6) 2004

### The Yuri & Friends
- The Yuri & Friends '96 (ユリ＆フレンズ　'96) 1996
- The Yuri & Friends '96 Plus (ユ'リ＆フレンズ　'96 Plus) 1996
- The Yuri & Friends '97 (ユリ＆フレンズ　'97) 1997
- The Yuri & Friends '98 Dream Time Never Ends (ユリ＆フレンズ　'98) 1998
- The Yuri & Friends - Special (ユリ＆フレンズ スペシャル) 1998
- The Yuri & Friends 2000 (ユリ＆フレンズ　2000) 2000
- The Yuri & Friends 2001 (ユリ＆フレンズ　2001) 2001
- The Yuri & Friends - Mai Special (ユリ＆フレンズ マイスペシャル) 2003
- The Yuri & Friends - Hinako-Max (ユリ＆フレンズヒナコマックス) 2004
- The Yuri & Friends - Mary Special (ユリ＆フレンズマリ－スペシャル) 2005
- The Yuri & Friends - Jenny Special (ユリ＆フレンズジェニ－スペシャル) 2005
- The Yuri & Friends 2008 UM (ユリ＆フレンズ　2008 UM) 2008
- The Yuri & Friends 2009 Unparticipation of Mai  (ユリ＆フレンズ　2009) 2009

### The Yuri & Friends Full Color
- The Yuri & Friends Full Color (ユリ＆フレンズ　フルカラー) 1998
- The Yuri & Friends Full Color 2 (ユリ＆フレンズ　フルカラー　2) 1999
- The Yuri & Friends Full Color 3 (ユリ＆フレンズ　フルカラー　3) 2000
- The Yuri & Friends Full Color 4 (ユリ＆フレンズ　フルカラー　4) 2002
- The Yuri & Friends Full Color 5 (ユリ＆フレンズ　フルカラー　5) 2002
- The Yuri & Friends Full Color 6 (ユリ＆フレンズ　フルカラー　6) 2003
- The Yuri & Friends Full Color 7 (ユリ＆フレンズ　フルカラー　7) 2004
- The Yuri & Friends Full Color 8 (ユリ＆フレンズ　フルカラー　8) 2006
- The Yuri & Friends Full Color 9 (ユリ＆フレンズ　フルカラー　9) 2007
- The Yuri & Friends Full Color 10 (ユリ＆フレンズ　フルカラー 10) 2009

### The Athena & Friends
- The Athena & Friends '97 (アテナ＆フレンズ '97) 1997
- The Athena & Friends '98 Come Unto Me Kaoru (アテナ＆フレンズ '98) 1998
- The Athena & Friends '99 Athena & Bao (アテナ＆フレンズ '99) 1999
- The Athena & Friends S Special (アテナ＆フレンズ スペシャル) 2001
- The Athena & Friends '02 (アテナ＆フレンズ '02) 2002
- The Athena & Friends Special Version of Chaos (アテナ＆フレンズ　SVC) 2003
- The Athena & Friends 2006 (アテナ＆フレンズ 2006) 2006

### Neon Genesis Evangelion
- Left Eye (レフトアイ) 1996
- Right Here (ライトヒア) 1996
- Suite for my Sweet 1015 (スイートフォーマイスイート) 1997
- Feel my Vibe 1997 (フィールマイヴァイブ)
- Left Eye Saigado First (レフトアイ新訂版) 1999
- Right Here Saigado Second (ライトヒア新訂版) 1999
- Suite for my Sweet Saigado Fifth (スイートフォーマイスイート新訂版) 2001
- Feel my Vibe Saigado Sixth (フィールマイヴァイブ新訂版) 2001

### Street Fighter
- Sakura & Friends Quince Jam (さくら＆フレンズクインスジャム) 1999
- Sakura vs. Yuri & Friends (さくらvs.ユリ＆フレンズ) 2001

### Samurai Spirits (Samurai Shodown)
- Sexual Samurais (クリスマニアックス) 2004

### Saigado Maniax
- British Bear Boy (ブリティッシュベアーボーイ) 2003
- Chris Maniax (ショタナイズ) 2004
- Syota-Nize (クリスマニアックス) 2004
- Space Cumboy (スペースカムボーイ) 2006

## Sitios web de distribución del trabajo de Saigado
Sus trabajos solo se pueden conseguir en tiendas especializadas dentro de Japón, además de que su propio autor prohíbe la reproducción en Internet. Durante una temporada puso sus avisos en Inglés, siguiendo el ejemplo de artistas como Linda Project. Hasta el momento no se han detectado intenciones de eliminar sus trabajos no autorizados en sitios Web extranjeros, algo que ya ha pasado en el caso Linda Project.
Así mismo, aún no ha puesto su postura acerca de las traducciones no autorizadas de sus respectivos trabajos.